# 龍沙夕照
龍沙夕照位於南昌城西北的贛江之濱，下沙窩附近。據《太平寰宇記》載：“洲北七里一帶，江沙甚白而高峻，左右居人均見龍跡。”故此地被稱為“龍沙”。《水經注》又載：“贛水，又北逕龍沙西。沙甚潔白高峻而時有龍形。連亙五里中，舊俗九月九日升高處也。”唐代，改名為“龍沙亭”。每日時值夕陽西下，洲沙映照霞輝，宛若游龍。